# Alfred Jahner
Alfred Ryszard Jahner (ur. 3 kwietnia 1860 w Śniatynie, zm. 21 lutego 1934 we Lwowie) – polski nauczyciel, redaktor.

## Życiorys
W 1878 ukończył C.K. Wyższe Gimnazjum w Tarnopolu. W 1885 uzyskał doktorat z filozofii na Uniwersytecie Lwowskim.
29 czerwca 1895 wybrany współredaktorem czasopisma „Muzeum", organu Towarzystwa Nauczycieli Szkół Wyższych.
Był krajowym inspektorem szkół, dyrektorem komisji egzaminacyjnej dla nauczycieli szkół ludowych i pospolitych w Buczaczu (m.in. w 1915).